# Cosimo Fornaro
Cosimo Fornaro (Pulsano, 1928 – Taranto, 1992) è stato uno scrittore, poeta e insegnante italiano.

## Biografia
Nato a Pulsano (Taranto) si laureò in lettere classiche con percorso italianistico e insegnò presso il Liceo Classico Archita di Taranto. Fu singolare esegeta della Commedia dantesca proponendo nuove chiavi di lettura del Poema nel suo volume Costellazione Dante (Edizioni Borla 1989).
Nel 1976 vinse il Premio Viareggio opera prima poesia con la raccolta di versi Pensieri sottovoce (Cartia Editore).
Quale consigliere nazionale della Società Dante Alighieri, ne coordinò le attività in Italia e all’Estero. Il Ministero della Pubblica Istruzione lo nominò inoltre responsabile della divulgazione della cultura italiana all’ estero e come tale egli tenne conferenze nelle università di Salisbury (oggi rinominata Harare, capitale dello Zimbabwe), Johannesburg, Città del Capo, Berna. Pubblicò articoli su L'Osservatore Romano, Avvenire,
Libri e riviste d’Italia, Corriere del Giorno. 
Vinse il premio letterario Città di Novara con un saggio inedito su Aldo Palazzeschi. 
Fu ideatore e fondatore del Premio Letterario Ori di Taranto ed anche promotore di avvenimenti ed incontri culturali con esponenti della cultura nazionale tra cui Leonardo Sciascia, Mario Soldati, Gianfranco Ravasi ed altri.
Nel 1979 tornò alla poesia con Boscimano (edito da Piero Lacaita) al quale fece seguire Luogo Vivo (Vallardi, 1980), un volumetto di versi ispirati in particolare a Pulsano, suo luogo natale. Nel 1986 scrisse il doloroso ma sereno Emiliana e l’handicap (Camunia Edizioni) dedicato alla figlia  “...fragile di corpo e di mente...”.
Del 1987 è il suo commento per il libro d'arte Il mosaico di Ferruccio Ferrazzi nella Chiesa di S. Antonio in Taranto.
Sempre attento e sensibile alla situazione culturale e socio-economica della propria città, il 18 aprile 1990 pubblicò sul Corriere della Sera un lungo articolo dedicato a Taranto e ai suoi molti persistenti problemi.
Morì a Taranto nel 1992 a seguito di un attacco cardiaco.
Il 2 giugno 1994 fu insignito ad memoriam della Medaglia d'oro ai benemeriti della scuola, della cultura e dell'arte.

## Opere
- Pensieri sottovoce, Cartia Editore, 1976.
- Boscimano, Piero Lacaita Editore, 1979.
- Luogo Vivo, Vallardi Editore, 1980.
- Emiliana e l'handicap, Camunia Edizioni, 1986.
- Costellazione Dante, Edizioni Borla, 1989.
- Il mosaico di Ferruccio Ferrazzi nella chiesa di S. Antonio in Taranto, Schena Editore, 1989.